# Plaza de las Flores (Isla Cristina)
La plaza de las Flores se sitúa en la zona central del casco histórico de Isla Cristina. Esta plaza ha sido casi desde el nacimiento de Isla Cristina el centro social y en menor medida, comercial de la ciudad. También ha sido durante buena parte de sus inicios el centro del crecimiento urbano. Actualmente la plaza es la más concurrida de la ciudad, con espectáculos de animación casi a diario durante la época estival. Tras las últimas actuaciones realizadas en la plaza se ha eliminado la fuente, cambiado el pavimente, instalado iluminación LED y priorizado una variada muestra floral autóctona en las jardineras laterales que hace honor a su nombre.

## Historia

### Nacimiento de La Higuerita
Al principio la plaza servía para el comercio e intercambio de productos fundamentalmente pesqueros aunque también procedentes de las poblaciones agrarias de los alrededores, llegadas en barcazas hasta la isla. Posteriormente esos menesteres fueron relegándose a zonas también conocidas como plazas pero de abastecimiento (plazas de abastos) en zonas céntricas pero de menos paso. El eje de crecimiento principal fue, durante esta época, la propia plaza con la calle Diego Pérez Pascual, conocida en la época por calle Real. La plaza original, de dimensiones más modestas que la actual, llamada de la Constitución durante la mayor parte del tiempo, tenía en su flanco oeste la primera parroquia de Isla Cristina, llamada de los Dolores que, construida en el siglo XVIII perduró hasta los disturbios previos a la Guerra Civil de 1936. Esta iglesia se construyó gracias al aporte económico de la inmigración de una mayoría de los pescadores catalanes que desde Monte Gordo se trasladaron a La Higuerita tras los designios del Marqués de Pombal para que se trasladaran a Vila Real de Santo António.

### Segunda mitad delsigloXIXy primera delXX
A medida que el pueblo crecía, la calle Real y la plaza de las Flores se fueron convirtiendo en las zonas más estimadas del casco urbano. Se empezaron a construir, gracias también a la pujanza del sector pesquero y la entrada de capital en Isla Cristina, algunas casas señoriales, incluidos los antiguos edificios del ayuntamiento (ecléctico) y del Círculo Mercantil e Industrial (modernista), ambos de principios del siglo XX.

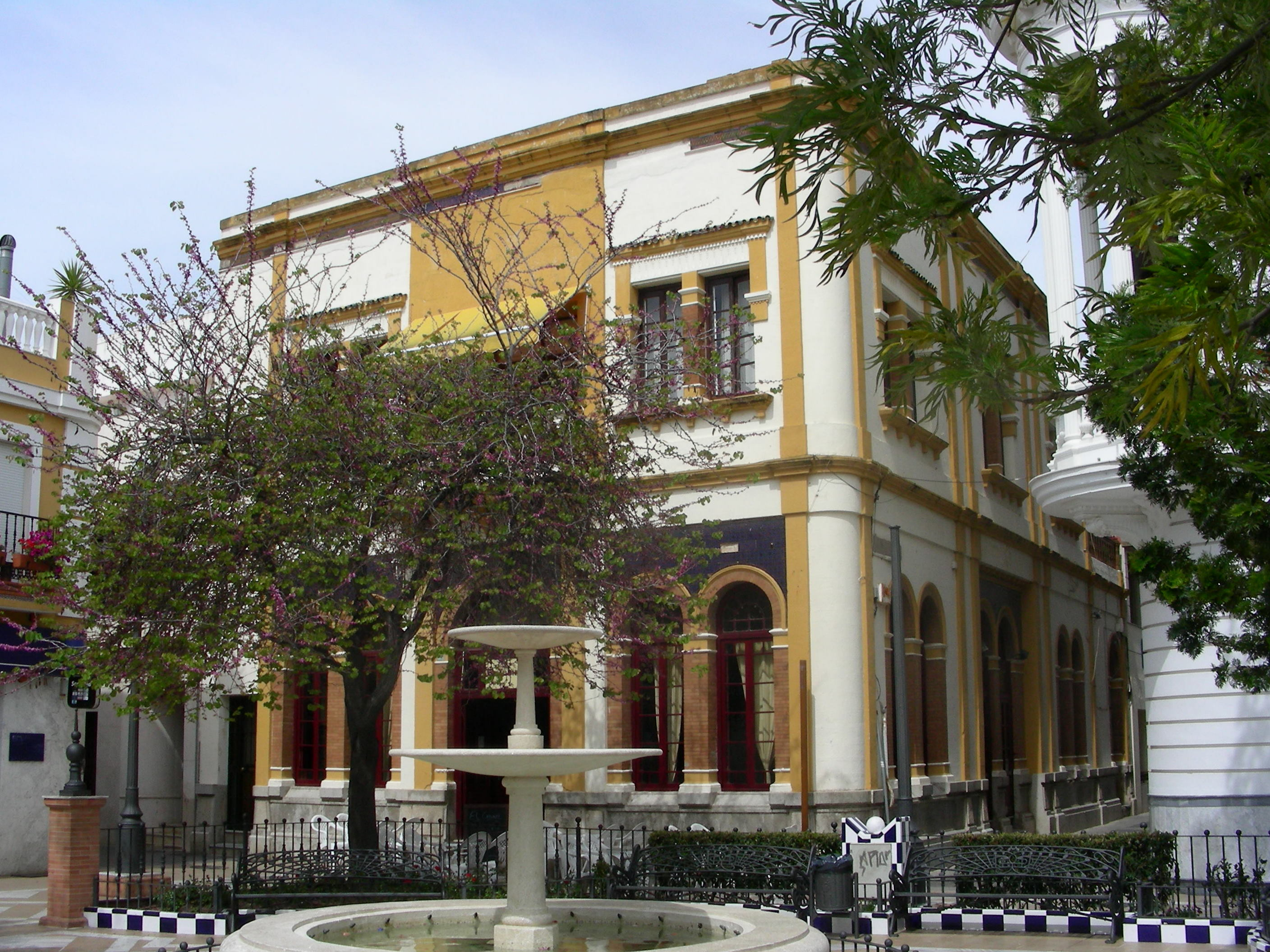
Casino la Unión, edificio de la primera década del siglo XX en la plaza de las Flores, actualmente uno de los más antiguos de la ciudad.

La propia calle Real era la residencia de la alta burguesía isleña, hasta tal punto que su calle estuvo pavimentada con losas de piedra tan pulida, que obligaba a los carruajes a transitar por otras calles para no importunar con su ruido y suciedad la vida de la clase acomodada. Esta piedra pulida fue retirada en la reforma que sufrió la plaza y la calle hacia 1999.
Los edificios modernistas construidos a principios del siglo XX por ingresos provenientes de la pesca ofrecen un buen ejemplo de modernismo andaluz. Los edificios de esta época más destacados son el Círculo Mercantil e Industrial, el ayuntamiento y el Casino La Unión.

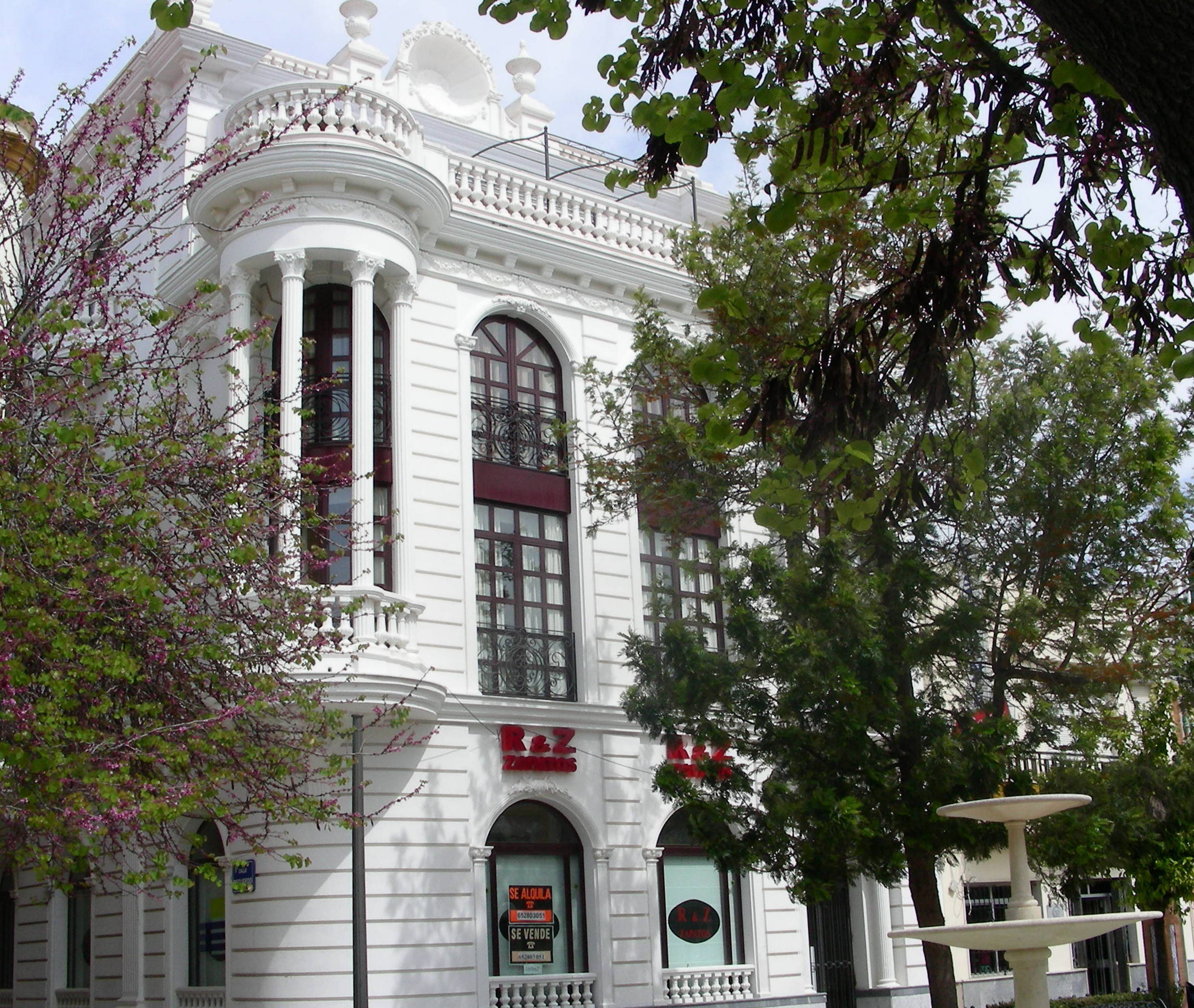
Antiguo Círculo Mercantil y Comercial, uno de los edificios más importantes de Isla Cristina (casa de Gildita).

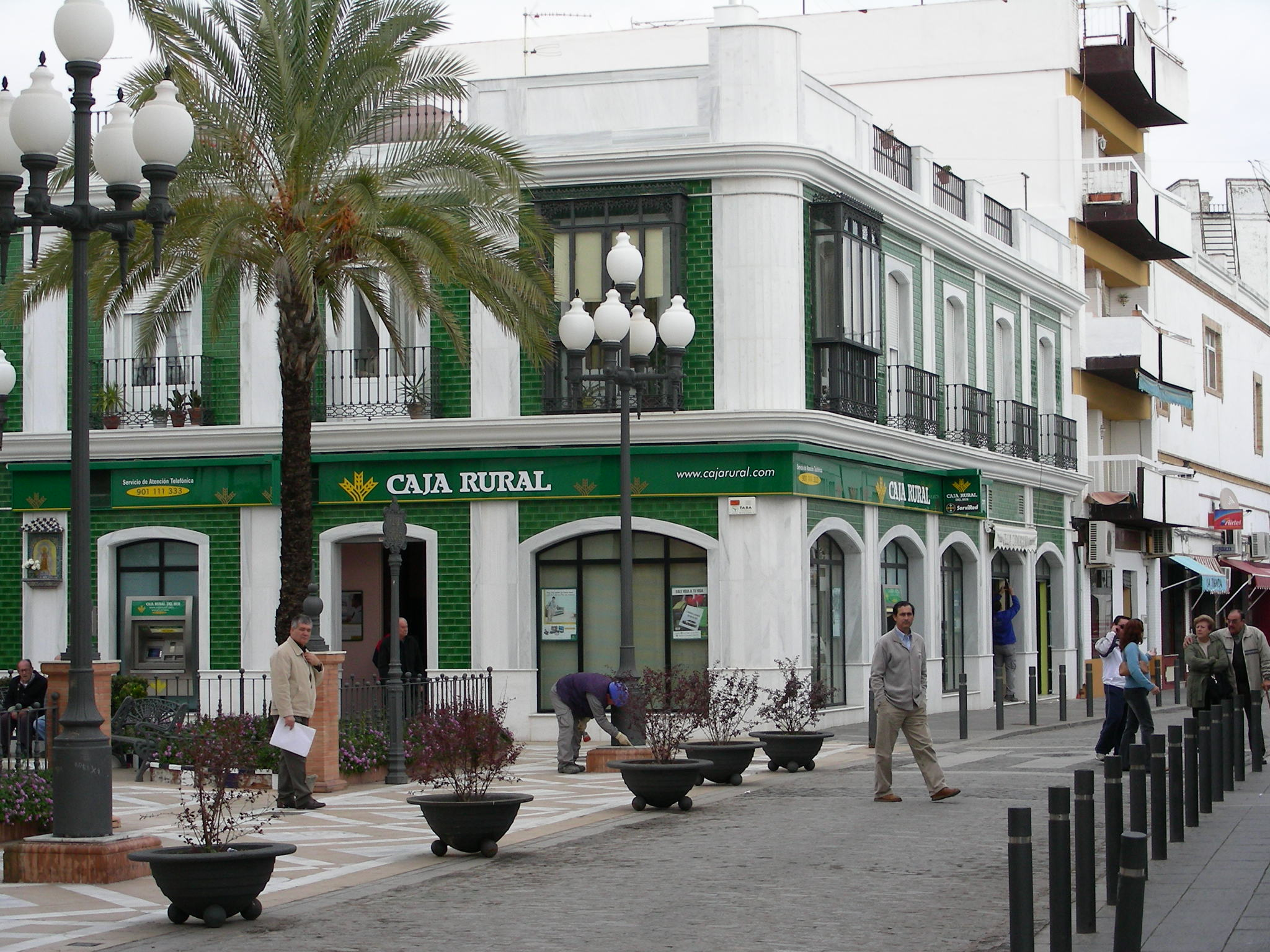
Calle Armada Española, calle que se abre donde se localizaba el antiguo ayuntamiento.

La nueva Iglesia de Los Dolores, de gran belleza, posee un techo artesonado de madera y retablos de gran talla. Esta iglesia fue construida en la Gran Vía tras la mencionada destrucción durante la guerra civil de la anterior iglesia.

### Guerra Civil y época contemporánea
Tras la Guerra Civil, que Isla Cristina la sufrió desde el propio pronunciamiento militar del día 18 hasta el 29 de julio de 1936, la iglesia sufrió destrozos importantes que obligaron a su demolición, con lo que la plaza sería ampliada hasta sus actuales dimensiones. Se renombró como plaza del Caudillo Franco, nombre que mantuvo hasta la reforma de 1999, en que tomó el nombre con el que se la conocía popularmente: plaza de las Flores.
Otro hecho que modificaría su estructura fue el terremoto de 1969, que causó daños lo bastante serios en el ayuntamiento que acabarían con la decisión de construir otro, trasladándolo a una ubicación más céntrica en el entramado urbano de la ciudad. De esta forma, la plaza se abrió en todos sus flancos con la incorporación de la calle Armada Española en su parte noroeste.
En 1999 se realizó una reforma integral de todo este espacio urbano, incluyendo espacios, peatonalizando e integrando a la plaza las calles aledañas, dando un aspecto más homogéneo y racional.
En 2023 se realiza una nueva reforma del espacio contemplado como la actuación nº 21 que corresponde al Plan de Rehabilitación de Edificios Públicos de la Agenda Urbana Isla Cristina 2030, proyecto apoyado con los fondos Next Generation de la Unión Europea e incluido en los fondos  EDUSI. A través de esta actuación se moderniza la modernización de la pavimentación con materiales contemporáneos y patrones para resaltar su importancia histórica y en la unificación del mobiliario. Se implementan medidas de accesibilidad y sostenibilidad para garantizar un espacio inclusivo y respetuoso con el medio ambiente, se revisa la vegetación para la utilización de especies autóctonas e instalando la iluminación con tecnología LED.
En la actualidad y tras la última reforma se ha eliminado la fuente de la plaza ampliando el espacio peatonal, permitiendo el paso de procesiones se Semana Santa por el centro del paseo, y colocado un sistema de automatización en la instalación de carpas municipales para preservar el pavimento.

## Ambiente y actividades
Durante las épocas de expresión de actividades ideológicas continuadas, era común la presencia de desfiles de la victoria y otras expresiones de marcado carácter militar. En épocas más modernas es lugar donde se realizan animaciones durante las tardes de verano. 